# Berekhya Hanakdan
Berekhya ben Natronaï Hanakdan (hébreu : ברכיה בן נטרונאי הנקדן « Berekhya ben Natronaï le ponctuateur ») est un exégète, traducteur, poète, grammairien et philosophe juif médiéval, principalement connu pour son Mishlè Shoualim (« Fables de Renards ») qui lui vaudra le surnom d’« Ésope juif », et pour le Sefer Hahibbour (« Le Livre de la Compilation »).

## Éléments biographiques
La vie de Berekhya Hanakdan est assez peu connue. Son nom pourrait indiquer une ascendance babylonienne. Certains, se basant sur le fait qu’il est parfois appelé Krespia (hébreu : קרשביהו הנקדן Kresbiyahou Hanakdan) dans la littérature rabbinique médiévale, et le confondant peut-être avec un autre Krespia Hanakdan, en ont fait un natif de Provence au XIIIe siècle. Joseph Jacobs et Adolf Neubauer déduisent de la préface à ses fables qu’il aurait vécu en Angleterre un siècle plus tôt et qu’il serait probablement identique à Benedictus le Puncteur, un Juif anglais d’Oxford qui contribue à la rançon demandée pour Richard Ier en 1194. Hermann Gollancz, se basant sur la rareté du prénom Natronaï, le distingue totalement de Krespia qui serait, selon lui, le fils d’Isaac et ne serait associé à Berekhya qu’en raison d’une confusion basée sur une lecture fautive de l’une de ses fables. Bereekhya serait quant à lui le frère du tossaphiste Samuel ben Natronaï et le situe en France au début du XIIe siècle. L’on sait par ailleurs qu’il a eu un fils Eliya, signataire d’un colophon du manuscrit de ses œuvres.